# Conflicto kirguís-tayiko de 2022
El conflicto kirguís-tayiko de 2022 inició el 14 de septiembre de 2022 cuando estallaron enfrentamientos significativos entre Kirguistán y Tayikistán después de un período de enfrentamientos de baja escala desde el 27 de enero de 2022. La lucha es la continuación no consecutiva de una serie de enfrentamientos en la primavera y el verano de 2021 entre los dos países.

## Fondo

### Contexto histórico
Los territorios que comprenden los actuales Kirguistán y Tayikistán fueron conquistados por el Imperio Ruso en el siglo XIX. En la década de 1920, la Unión Soviética impuso una delimitación en las dos regiones que resultó en enclaves. Ambos países se independizaron en 1991 cuando se disolvió la URSS. Ambos países también son miembros de la Organización de Cooperación de Shanghái (SCO) y la Organización del Tratado de Seguridad Colectiva (CSTO).

### Enfrentamientos anteriores
El 28 de abril de 2021 comenzó un conflicto fronterizo entre Kirguistán y Tayikistán. Los sucesos relacionados con el estallido del conflicto están en disputa, pero según se informa, los enfrentamientos comenzaron debido a una antigua disputa por el agua entre los dos países de Asia Central. Algunas fuentes informan que una de las razones inmediatas del conflicto fue el descontento de la población local con la instalación de cámaras de vigilancia cerca de la frontera. Al menos 55 personas murieron en los hechos y más de 40.000 civiles fueron desplazados.
El 3 de mayo de 2021, ambos países completaron la retirada de tropas de la frontera y el 18 de mayo de 2021, funcionarios de ambos países anunciaron que habían acordado controles de seguridad conjuntos a lo largo de la frontera en disputa.
Salvo un incidente a pequeña escala el 9 de julio de 2021 el alto el fuego se mantuvo hasta 2022.

## Cronología

### Esporádico
El 27 de enero de 2022, los enfrentamientos resultaron en la muerte de dos civiles y varios heridos. El Comité Estatal de Seguridad Nacional de Tayikistán dijo en un comunicado que diez de sus ciudadanos resultaron heridos, seis de ellos militares, mientras que los cuatro restantes eran civiles. Por otro lado, el Ministerio de Salud de Kirguistán dijo que al menos 11 de sus ciudadanos estaban siendo tratados por lesiones moderadamente graves. Las autoridades de Kirguistán declararon que el bloqueo de una carretera entre el centro provincial de Batken y la aldea kirguisa de Isfana por parte de ciudadanos tayikos fue la causa de los enfrentamientos.
El 10 de marzo, un miembro de la guardia fronteriza de Tayikistán resultó muerto en un incidente armado entre guardias fronterizos en la frontera entre Kirguistán y Tayikistán, en la zona de Teskey, distrito de Batken. Tras el incidente, los funcionarios de la provincia de Batken en Kirguistán y la provincia de Sughd en Tayikistán mantuvieron conversaciones.
Según fuentes tayikas, el 3 de junio se produjo un enfrentamiento fronterizo después de que soldados kirguises cruzaran la frontera cerca de Voruj. Dos semanas después, el 14 de junio, un guardia fronterizo tayiko murió y otros tres resultaron heridos en un enfrentamiento con las tropas fronterizas kirguisas.

### Escalada
El 14 de septiembre, un guardia fronterizo tayiko murió y otros dos resultaron heridos durante enfrentamientos con guardias kirguises que acusaron a Tayikistán de tomar posiciones en una zona demarcada. Más tarde ese mismo día, dos guardias fronterizos fueron asesinados y otros 11 heridos, cinco de los cuales eran civiles.
El 16 de septiembre, el conflicto se intensificó. Se reportó el uso de vehículos blindados, así como el bombardeo del aeropuerto de la ciudad de Batken, en Kirguistán. Tayikistán acusó a Kirguistán de bombardear un puesto de avanzada y siete aldeas fronterizas con armas pesadas. Las fuerzas tayikas también entraron en una aldea fronteriza de Kirguistán. Kirguistán informó de al menos 31 heridos, mientras que un civil murió y otros tres resultaron heridos según las fuerzas tayikas en Isfara.
Después de varios intentos, se llegó a un alto el fuego. Sin embargo, se rompió tres horas después y Kirguistán anunció que 24 personas habían muerto y 87 más resultaron heridas. El parlamento de Kirguistán celebró una reunión de emergencia debido a la situación. Kirguistán evacuó al menos a 136.000 personas de la zona de conflicto. Tayikistán afirmó que 15 de sus civiles murieron en un ataque con drones Kyrgyz Bayraktar TB2 contra una mezquita. Kirguistán declaró el estado de emergencia en la provincia de Batken.
Se informó que casas y estructuras civiles, incluidos mercados y escuelas, en la aldea de Ak-Sai en Kirguistán fueron quemadas y saqueadas intencionalmente. Las autoridades de Kirguistán dijeron que 137.000 personas habían sido evacuadas a las regiones de Batken y Osh.